# Спада, Алессандро
Алессандро Спада (итал. Alessandro Spada; 4 апреля 1787, Рим, Папская область — 16 декабря 1843, там же) — итальянский куриальный кардинал. Декан Трибунала Священной Римской Роты с 25 июня 1827 по 23 июня 1834. Кардинал in pectore с 23 июня 1834 по 6 апреля 1835. Камерленго Священной Коллегии кардиналов с 1836 по 19 мая 1837. Кардинал-дьякон с 6 апреля 1835, с титулярной диаконией Санта-Мария-ин-Космедин с 24 июля 1835. 